# Luciano Corsetti

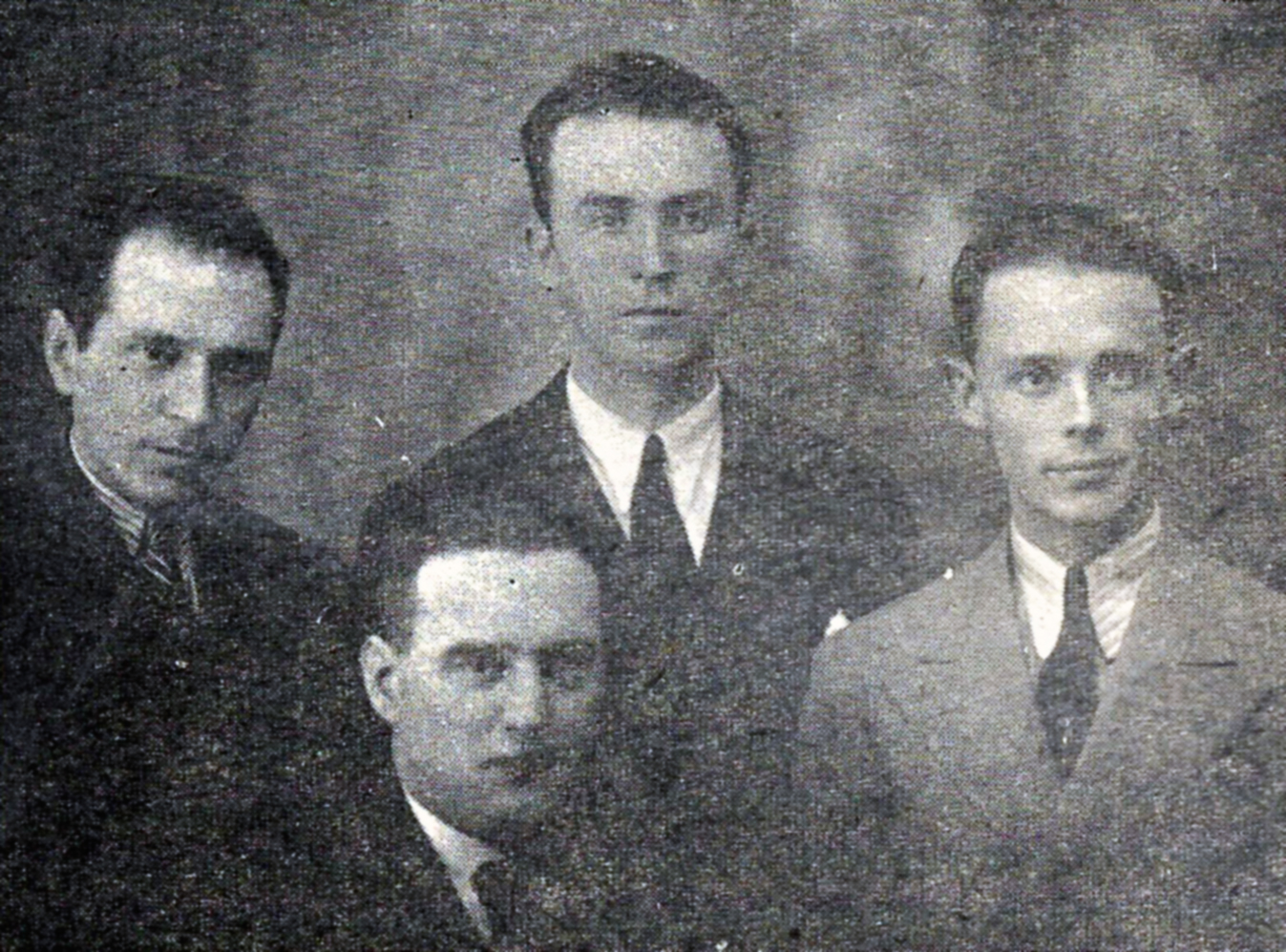
Diretoria da Festa da Uva de 1932. De pé, Artur Rossarolla, secretário; Ottoni Minghelli, vice-presidente, e Luciano Corsetti, tesoureiro. Sentado, Dante Marcucci, presidente.

Luciano Corsetti (Caxias do Sul, ? — Caxias do Sul, 1973) foi um empresário, jornalista e político brasileiro.
Vinha de uma família tradicional de Caxias do Sul, fundada pelo imigrante italiano Angelo Corsetti, que enriquecera com um moinho, depois transformado em uma grande empresa, a Corsetti & Cia., atuante no comércio de grãos, frutas e hortaliças e na indústria de rações, farinhas, massas e implementos agrícolas. A esta família pertence o ex-ministro Hygino Caetano Corsetti. Luciano era sócio da empresa familiar mas também trabalhava independentemente como contabilista, representante comercial, agente imobiliário, consultor jurídico e organizador de novas empresas com o Escritório Corsetti, que manteve entre 1933 e 1942, qualificado pela imprensa como "modelar organização que honra Caxias". Foi ainda tesoureiro da Festa da Uva de 1932, festeiro de Santa Teresa, bibliotecário e conselheiro jurídico da Associação dos Comerciantes, jornalista correspondente do Correio do Povo a partir de 1934 e diretor da sua sucursal caxiense entre 1940 e 1942, delegado da Associação Riograndense de Imprensa no mesmo período, e depois prefeito.
Foi o primeiro prefeito eleito por sufrágio universal em Caxias do Sul, assumindo em 13 de dezembro de 1947 e permanecendo no cargo até 31 de dezembro de 1951, liderando a chapa do PTB. Na época o Brasil retornava ao regime democrático orientado por uma nova Constituição, depois da ditadura de Getúlio Vargas. O Legislativo também foi recomposto, depois de dez anos de inatividade.
Chamado na imprensa de "idealista", "personalidade íntegra" que ressalta "pelo trabalho, virtudes, honra e justiça", elogiado pelo acadêmico e poeta Cyro de Lavra Pinto — que militava em partido rival — como homem público de "largo descortino e grande atividade" e "um dos mais sãos e sólidos valores que mourejam em prol da coletividade", segundo Buchebuan & Piccinini sua administração foi conciliadora, considerado um bom governante e interessado pelos problemas coletivos. Reorganizou, praticamente refundando, a Biblioteca Pública, criou e subvencionou várias escolas, com destaque para a Escola de Belas Artes, a primeira em seu gênero no município (depois viraria curso superior e seria incorporada pela UCS). Criou o sistema das feiras livres, atendendo a repetidas demandas da classe rural que desejava distribuir sua produção na zona urbana sem intermediários, abriu estradas na zona rural e promoveu a capacitação técnica do agricultor, melhorando também a telefonia rural e o Horto Florestal. Na opinião de Loraine Giron, Corsetti "administrou com competência tanto na educação como na agricultura. Seus sucessores não tiveram igual competência". Financiou a ampliação do Hospital Pompeia, o principal hospital regional, implementou significativas melhorias na rede de abastecimento de água e nas estações de tratamento, bem como no cemitério público, no Corpo de Bombeiros, no calçamento das ruas, e no aeroporto, e isentou do pagamento de imposto predial os clubes e associações recreativas, esportivas, educativas e beneficentes.

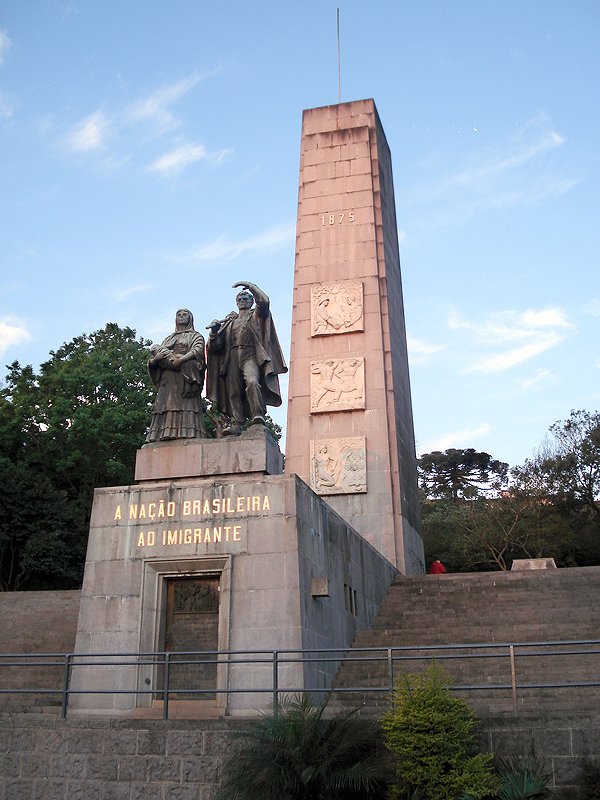
O Monumento Nacional ao Imigrante.

Promulgou uma nova Lei Orgânica para o município e dirigiu a elaboração de um novo Plano Diretor a fim de melhor manejar uma rápida e desordenada expansão urbana, mas este não chegou a ser aprovado pela Câmara. Segundo declaração de Mansueto Serafini Filho, que foi prefeito anos depois, "o grande erro de Caxias foi o Plano Diretor de Luciano Corsetti não ter sido implantado, então surgiram muitos problemas urbanos". No entanto, mesmo sem aprovação oficial, o Plano deu a base para algumas intervenções da Prefeitura na malha urbana, destacando-se a criação de um parque e um grande pavilhão permanente para as exposições da Festa da Uva, onde hoje está instalada a sede do Poder Executivo.
Também marcou sua gestão o início da construção do Monumento Nacional ao Imigrante, inaugurando uma nova e positiva fase nas relações entre os descendentes de italianos e os luso-brasileiros, que haviam sofrido uma profunda ruptura durante a Era Vargas pela imposição de um rápido abrasileiramento da região colonial e pela repressão dos sinais da italianidade. Por sua participação ativa na obra deste importante memorial, de forte carga simbólica para a comunidade, que hoje é um dos seus principais cartões-postais e declarado um dos seus símbolos oficiais, recebeu homenagem da Câmara em 1951 e novamente em 2014. Seu nome batiza uma escola municipal.